# Ди (река, впадает в Тихий океан)
Ди (англ. D River) — река в США, протекающая в штате Орегон.
Правительством штата называется самой короткой рекой в мире. Её длина приблизительно 36 метров. Она течёт из озера Девил-Лейк в Тихий океан, полностью в черте города Линкольн-Сити.
Река Ро в штате Монтана также претендует на звание самой короткой, как и Репруа — река в Абхазии, её длина 18 метров.